# International Journal of Radiation Oncology Biology Physics
International Journal of Radiation Oncology Biology Physics (IJROBP), également connu sous l'appellation "The Red Journal" (le "journal rouge"), ambitionne d'offrir des articles faisant autorité et liant les recherches et technologies nouvelles aux applications cliniques. Les contributions originales des scientifiques de pointe incluent les études expérimentales de traitement combinés (radiothérapie + autre(s)), les études de sensibilisation des tumeurs et de protection des tissus sains, la biologie moléculaire des radiations, la brachythérapie, la planification des traitements, la biologie des tumeurs, et les investigations cliniques de traitements incluant la radiothérapie.